# Francesco Neri

Wappen von Francesco Neri

Francesco Neri OFMCap (* 21. Dezember 1959 in Catanzaro) ist ein italienischer Ordensgeistlicher und römisch-katholischer Erzbischof von Otranto.

## Leben
Francesco Neri legte am 7. Oktober 1990 die Ewige Profess im Kapuzinerorden ab und wurde am 6. Juli 1991 zum Priester geweiht. Seit 1994 ist er als Professor für Christologie, Trinitätstheologie und Theologische Anthropologie tätig und war von 1995 bis 2006 Magister der Theologischen Fakultät von Bari. 2015 bis 2017 war er deren Direktor, anschließend bis 2018 Rektor des Internationalen Kollegs San Lorenzo da Brindisi in Rom.
Seit 2003 hat er in seinem Orden leitende Funktionen inne, so war er bis 2006 Provinzvikar der Kapuzinerprovinz Apulien, anschließend bis 2012 deren Provinzialminister. Seit 2018 war er Generalrat des Kapuzinerordens in Rom. 
Am 19. April 2023 ernannte ihn Papst Franziskus zum Erzbischof von Otranto. Die Bischofsweihe spendete ihm sein Amtsvorgänger Donato Negro am 17. Juni desselben Jahres in der Kathedrale Santa Annunziata. Mitkonsekratoren waren der Bischof von Pitigliano-Sovana-Orbetello und Grosseto, Giovanni Roncari OFMCap, und der Erzbischof von Crotone-Santa Severina, Angelo Raffaele Panzetta.